# Max Rockatansky
Max Rockatansky es el protagonista titular de la franquicia Mad Max, creada por el director australiano George Miller. Introducido en la película Mad Max (1979) e interpretado originalmente por Mel Gibson, Max es un exoficial de la Patrulla de Carreteras Principal que se transforma en un vagabundo solitario tras la pérdida de su familia en un mundo postapocalíptico devastado por la violencia y la escasez. En Mad Max: Fury Road (2015), interpretado por Tom Hardy, Max es capturado por los War Boys de Immortan Joe y se une a la Imperator Furiosa (Charlize Theron) en su misión para liberar a las esposas esclavizadas de Joe. Definido por su carácter taciturno, habilidades de supervivencia y destreza en combate, Max encarna la figura del héroe reacio, cuya humanidad emerge a pesar de su trauma. Presente en las cuatro películas principales de la saga (Mad Max, Mad Max 2: The Road Warrior, Mad Max Beyond Thunderdome y Fury Road), el personaje se ha convertido en un ícono del cine de acción y un símbolo de resiliencia en un entorno caótico.
El personaje también aparece en otras obras relacionadas con la franquicia. En el cómic precuela de Mad Max: Fury Road, publicado por Vertigo en 2015, se exploran eventos previos a la película, mostrando cómo Max queda atrapado en el desierto tras enfrentarse a bandidos y cómo su captura por los War Boys lo lleva a los acontecimientos de Fury Road. Asimismo, Max tiene un cameo en Furiosa: A Mad Max Saga (2024), una precuela centrada en la joven Furiosa (Anya Taylor-Joy). En esta cinta, Max aparece brevemente en una escena que conecta su historia con la de Furiosa, reforzando su presencia como una figura errante en el universo de Mad Max y ofreciendo un vínculo narrativo entre las películas.

## Personaje

### Apariencia
Max Rockatansky, conocido también como Mad Max, el Guerrero de la Carretera o el hombre sin nombre, es un hombre de estatura media (1,77 m) y 75 kg aprox. con una constitución fuerte y delgada. Es un hombre australiano blanco con ojos azules y pelo castaño. Con una personalidad seria y apática, velando por su propio interés, entre sus habilidades destacan la conducción temeraria, el combate cuerpo a cuerpo y su habilidad como mecánico, conduce un Ford Falcon XB GT. En la primera película actúa como policía de una pequeña ciudad en vísperas de la gran catástrofe. Después de los sucesos ocurridos en la primera película Max, al tomar la justicia por cuenta propia, se va del cuerpo de policía y huye de lo que queda de civilización para esconderse y vagar por los páramos, por lo que evoluciona de llevar un uniforme policial de cuero a transformarlo en su vestimenta de protección, atuendo que aun lleva en Fury Road, donde su cabello aún es corto, su chaqueta de cuero esta polvorienta y su uniforme en general muestra el deterioro de la ruda vida en los páramos. En la tercera película, ya ha alcanzado la mediana edad, su cabello está largo por debajo de los hombros y en sus sienes se ha vuelto canosas, aunque habilidades físicas notables. 
Su rodilla izquierda fue reventada por un disparo hacia el final de la primera película, camina con una leve cojera con la ayuda de un aparato ortopédico en la pierna en la segunda película, y la rodilla todavía está bien vendada en la tercera película. En Fury Road, la rodillera izquierda de Max hace otra aparición y todavía parece afectar su movilidad, aunque solo ligeramente. Una lesión en su ojo izquierdo como resultado del accidente del Pursuit Special en Mad Max 2: The Road Warrior es evidente años después en Mad Max Beyond Thunderdome.

### Equipo y ropa

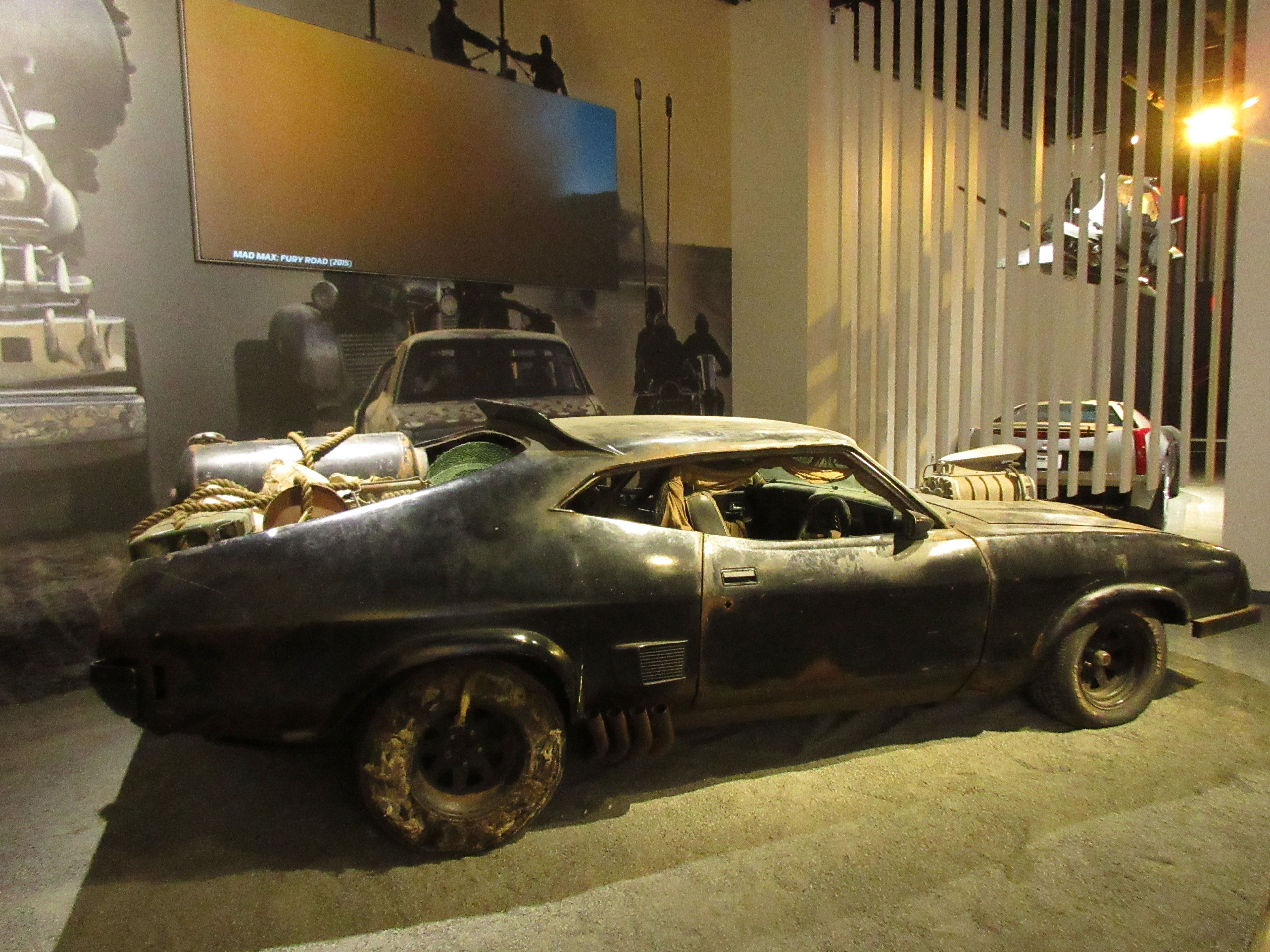
El coche de Max Rockatansky en Mad Max: Fury Road, conocido como “Pursuit Special” o "Perseguidor Especial". Está basado en un Ford XY Falcon Coupé, un coche muy modificado.

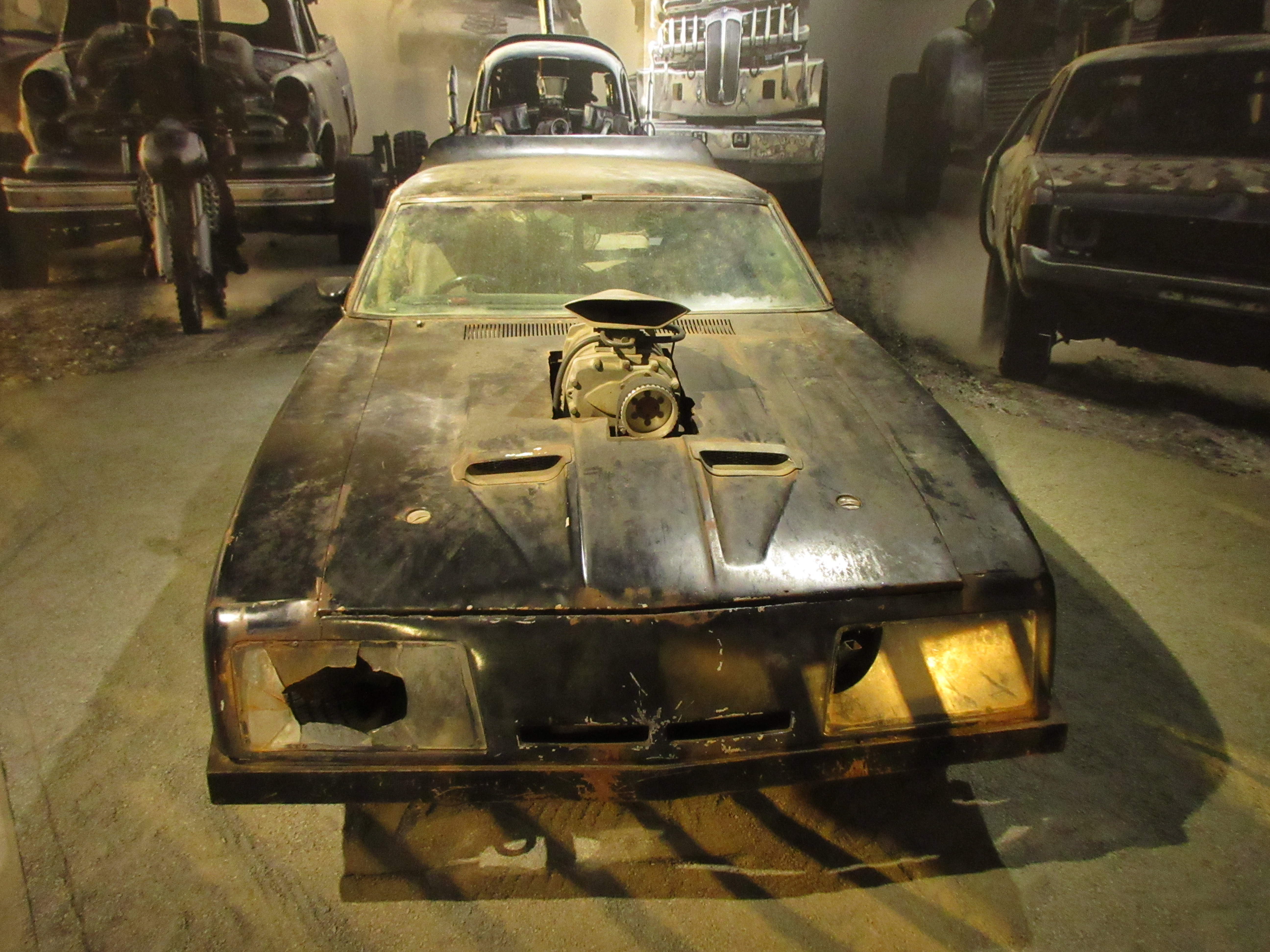
El Perseguidor Especial.

Durante las dos primeras películas, Max hace uso de un vehículo Perseguidor Especial, a pesar de que conduce un vehículo modificado (un Interceptor MFP) a principios de la primera película. Entre la segunda y tercera películas, después de la destrucción del Perseguidor Especial, Max adquiere un carro tirado por camellos. En la tercera película, Max hace uso de un Ford muy modificado F-150, que luego es llevado por los hombres de Tía Ama y que él utiliza en la escena culminante para ayudar a los niños a escapar. En el principio de la cuarta película, Max tiene un automóvil parecido al Perseguidor Especial pero más oxidado, aunque unos pocos minutos de iniciada la película este es desmantelado. Su arsenal incluye una pequeña pistola de mano, una escopeta recortada, un rifle de precisión y otra variedad de armas.
Viste lo que originalmente fuese el uniforme reglamentario de la PFC (Patrulla de la Fuerza Central), el departamento policial donde estaba asignado en la víspera de la caída de la civilización. Este atuendo consiste en una variante del clásico traje de policía de carretera, hecho enteramente en cuero negro, que consiste en pantalones, botas y una resistente chamarra de solapa cruzada (tras los acontecimientos de la primera película le arranca la manga derecha y reemplaza la hombrera derecha con un protector de hombro). En Mad Max 2 y Fury Road utiliza un aparato ortopédico en su pierna ya que aun sufre las secuelas tras ser herido por la pandilla de Toecutter. En Beyond Thunderdome, sus ropas muestran señales de daños y reparaciones, conservando de su atuendo original solo los restos de su chaqueta; lleva una bota de vaquero en su pie izquierdo, una bota reforzada con suela remendada en el otro pie.
Max está armado con un revólver Modelo 28 Smith & Wesson (que nunca usa, o incluso desenfunda) durante su tiempo con La Patrulla de Fuerza Especial, aunque después de la muerte de Jesse y Sprog usa una escopeta recortada Stevens 311A. En Mad Max 2: The Road Warrior, lleva un cinturón Sam Browne de cuero con correa para el hombro, que lleva una llave inglesa, un cuchillo del ejército británico, una ganzúa, herramientas de bomberos, binoculares, la mencionada escopeta recortada y un cuchillo de combate Mark II en una de sus botas. Consigue varias armas más a lo largo de su estancia en el desierto, hasta que se le confiscan a su llegada a Bartertown (Negociudad).
En la tercera película, Max lleva dos cinturones. Uno de ellos tiene tirantes con municiones y es un viejo cinturón de la policía británica. Colgante debajo del cinturón británico hay otro cinturón con un bolsillo y bucles para munición y está conectado con una funda de cuero negro. Está demostrado que tiene una gran cantidad de armas y algunas herramientas ocultas en su persona, incluyendo su escopeta, una Mauser C96, un revólver Webley, un revólver Smith & Wesson modelo 29, una ballesta, una colección de cuchillos y un contador Geiger todos los cuales son confiscados. Lleva un arma escondida, mencionada en la novelización como su "salvavidas", un pequeño cuchillo cuidadosamente oculto en el mango de un matamoscas. También lleva un silbato de contramaestre naval, que utiliza más adelante en su lucha con Blaster durante el desafío Thunderdome.
En la cuarta película, su chaqueta y pantalón de cuero lucen desgastados y viejos, lleva un brazalete de cuerda de nailon color verde oscuro en su muñeca derecha, después de derrotar al granjero de balas, obtiene un chaleco táctico lleno de municiones y una funda negra modelo Condor para pistolas. Entre sus armas lleva su escopeta recortada, a lo largo de la película consigue un cuchillo de combate, una palanca metálica, una pistola Glock 17 calibre 9mm, un rifle SKS con mira telescópica y un arcabuz calibre 40.

### Habilidades
Max posee una habilidad considerable con las armas de fuego y es un tirador excelente, pero su habilidad más notable es la conducción combativa: puede disparar con precisión con una mano mientras conduce con la otra. En Mad Max se le consideraba el "perseguidor superior" del MFP. Puede perseguir o evadir fácilmente a las pandillas en el páramo, ya sea arrollando a otro vehículo a alta velocidad o embistiendo a los vehículos fuera de la carretera.
Max muestra reflejos rápidos en The Road Warrior agarrando una serpiente antes de que pueda morderlo y en Fury Road pisoteando a un lagarto de dos cabezas que corre hacia él por detrás. Esto lleva a Aunty Entity a elegirlo para matar a Master Blaster en Beyond Thunderdome, ya que fue el primero en sobrevivir a su "audición". Max también muestra habilidad mecánica y electrónica, realizando modificaciones y reparaciones menores en su propio vehículo.

## Recepción
Entertainment Weekly clasificó al personaje en el undécimo lugar de su lista de los veinte "héroes más geniales de todos los tiempos en la cultura pop" en abril de 2009. La revista también incluyó a los personajes interpretados por Kevin Costner en Waterworld (1995) y The Postman (1997) como "descendientes imitadores" de Max Rockatansky. Total Film lo clasificó en el puesto 75 entre los 100 mejores personajes de películas de todos los tiempos.

## Películas
- Mad Max (1979)
- Mad Max 2 (1981)
- Mad Max Beyond Thunderdome (1985)
- Mad Max: Fury Road (2015)

## Videojuegos
- Mad Max (1990) para Nintendo Entertainment System.
- Mad Max (2015) para Microsoft Windows, PlayStation 4, y Xbox One